# كريستيان توماس (لاعب جمباز فني)
كريستيان توماس (بالدنماركية: Christian Thomas)‏ هو لاعب جمباز فني دنماركي، ولد في 7 فبراير 1896 في كوبنهاغن في الدنمارك، وتوفي في 4 أكتوبر 1970 في Gentofte Municipality ‏ في الدنمارك.

## وصلات خارجية
- كريستيان توماس على موقع اللجنة الأولمبية الدولية (الإنجليزية)
- كريستيان توماس على موقع أوليمبيديا (الإنجليزية)